# Santos Joaquim e Ana em Tuscolano (título cardinalício)
Santos Joaquim e Ana em Tuscolano (em latim: Sanctorum Ioachimi et Annæ in regione Tusculana) é um título cardinalício instituído em 28 de junho de 1988 pelo Papa João Paulo II.

## Titulares protetores
- Hans Hermann Groër, O.S.B. (1988-2003)
- Keith Michael Patrick O'Brien (2003-2018)
- Toribio Ticona Porco (desde 2018)